# Sprängsviken
Sprängsviken är en ort i Gudmundrå socken i Kramfors kommun, cirka 10 kilometer söder om centralorten Kramfors. SCB har för bebyggelsen i orten, grannbyn Skärted och en del av Nänsjö avgränsat och namnsatt småorten Skärted, Sprängsviken och del av Nänsjö. Vid avgränsningen 2023 var kraven för småort inte längre uppfyllda och denna avregistrerades.

## Historia
Ett sågverk byggdes i början av 1870-talet och drevs till 1911. Det ersattes av en sulfatfabrik, Nensjöfabriken, ägd av Strömnäs AB. Fabriken lades ner 1964. 

### Befolkningsutveckling
| Befolkningsutvecklingen i Sprängsviken 1950–2015 | Befolkningsutvecklingen i Sprängsviken 1950–2015 | Befolkningsutvecklingen i Sprängsviken 1950–2015 | Befolkningsutvecklingen i Sprängsviken 1950–2015 | Befolkningsutvecklingen i Sprängsviken 1950–2015 |
| ------------------------------------------------ | ------------------------------------------------ | ------------------------------------------------ | ------------------------------------------------ | ------------------------------------------------ |
|                                                  |                                                  |                                                  |                                                  |                                                  |
| År                                               |                                                  |                                                  | Folkmängd                                        | Areal (ha)                                       |
| 1950                                             | 1950                                             |                                                  | 739                                              |                                                  |
| 1960                                             | 1960                                             |                                                  | 484                                              |                                                  |
| 1965                                             | 1965                                             |                                                  | 407                                              |                                                  |
| 1970                                             | 1970                                             |                                                  | 329                                              |                                                  |
| 1975                                             | 1975                                             |                                                  | 252                                              |                                                  |
| 1980                                             | 1980                                             |                                                  | 211                                              |                                                  |
| 1990                                             | 1990                                             |                                                  | 132                                              | 37#                                              |
| 1995                                             | 1995                                             |                                                  | 116                                              | 69#                                              |
| 2000                                             | 2000                                             |                                                  | 93                                               | 70#                                              |
| 2005                                             | 2005                                             |                                                  | 84                                               | 69#                                              |
| 2010                                             | 2010                                             |                                                  | 87                                               | 62#                                              |
| 2015                                             | 2015                                             |                                                  | 55                                               | 27#                                              |
| Anm.: Upphörde som tätort 1990. # Som småort.    |                                                  |                                                  |                                                  |                                                  |

## Idrott
Sprängsvikens IK spelade länge i division IV på hemmaplanen Nensjölid, bredvid järnvägen. Klubben har numera ingen verksamhet. I folkmun kallades klubben "Spränkan".

## Personer från orten
Finansmannen Tomas Fischer tillbringade sina första barnaår i Sprängsviken. 